# San Bartolomé de Chamoso
Chamoso (llamada oficialmente San Bartolomeu de Chamoso) es una parroquia española del municipio de Corgo, en la provincia de Lugo, Galicia.

## Otras denominaciones
La parroquia también es conocida por el nombre de San Bartolomé de Chamoso.

## Organización territorial
La parroquia está formada por tres entidades de población:
- Demondín
- Quintela
- San Bartolomeu

## Demografía
| Gráfica de evolución demográfica de Chamoso entre 2000 y 2019 |
|                                                               |
| Datos según el nomenclátor publicado por el INE.              |